# Central FECSA (Aitona)
La Central FECSA és un edifici d'Aitona (Segrià) inclòs a l'Inventari del Patrimoni Arquitectònic de Catalunya.

## Descripció
Es tracta d'un edifici industrial amb un tractament de la façana amb totxos vistos i grans vidrieres. L'edifici compta amb grans pilastres, creant un ritme regular, recorren la façana de dalt a baix i com a coronament hi ha un senzill fris i una cornisa.

## Història
La central hidroelèctrica va ser construïda a principis de segle. Va entrar en funcionament l'any 1914. La procedència dels plànols i maquinària és anglesa i nord-americana.